# لینکس بالکان

لینکس بالکان (به انگلیسی: Lynx lynx balcanicus) یا وشق در زبان فارسی زیرگونه‌ای از لینکس اوراسیایی در تیره لینکس است که در آلبانی، کوزوو و مقدونیه شمالی غربی، با جمعیت کمتر در مونته‌نگرو یافت می‌شود. این نماد در مقدونیه شمالی به عنوان نماد ملی در نظر گرفته می‌شود و بر روی سکه ۵ دیناری دیده می‌شود.